# Chusquea bilimekii
Chusquea bilimekii är en gräsart som beskrevs av Eugène Pierre Nicolas Fournier. Chusquea bilimekii ingår i släktet Chusquea och familjen gräs. Inga underarter finns listade i Catalogue of Life.